# Mahendragarh
Mahendragarh (en hindi:महेंद्रगढ़  ) es una ciudad de la India en el distrito de Mahendragarh, estado de Haryana.

## Geografía
Se encuentra a una altitud de 270 m s. n. m. a 337 km de la capital estatal, Chandigarh, en la zona horaria UTC +5:30.

## Demografía
Según estimación 2011 contaba con una población de 28 644 habitantes.